# Székkutas, Csongrád
Székkutas  este un sat în districtul Hódmezővásárhely, județul Csongrád, Ungaria, având o populație de 2.307 locuitori (2011). 

## Demografie
Componența etnică a satului Székkutas
     Maghiari (99,3%)
     Necunoscut (0,33%)
     Alții (0,38%)
Componența confesională a satului Székkutas
     Romano-catolici (25,14%)
     Fără religie (23,97%)
     Reformați (18,73%)
     Necunoscută (30,95%)
     Alte religii (1,39%)
Conform recensământului din 2011, satul Székkutas avea 2.307 locuitori. Din punct de vedere etnic, majoritatea locuitorilor (99,3%) erau maghiari. Apartenența etnică nu este cunoscută în cazul a 0,33% din locuitori. Nu există o religie majoritară, locuitorii fiind romano-catolici (25,14%), persoane fără religie (23,97%) și reformați (18,73%). Pentru 30,95% din locuitori nu este cunoscută apartenența confesională.